# Alexander Rodchenko
Aleksandr Mikhailovich Rodchenko (Russo: Александр Михайлович Родченко, 1891, São Petersburgo, Rússia – 1956, Moscou, Rússia) foi um artista plástico, escultor, fotógrafo e designer gráfico russo, um dos fundadores do construtivismo russo e design moderno russo. Rodchenko era casado com a artista Varvara Stepanova.
Rodchenko foi um dos artistas mais versáteis do Construtivismo a emergir após a Revolução Bolchevique. Trabalhou como artista plástico e designer gráfico antes de girar para a fotografia e a montagem fotográfica. Sua fotografia era socialmente engajada, inovadora, e oposta ao retrato estético da época. Ciente da necessidade de uma série documental de fotografia analítica, fotografou freqüentemente seus assuntos em ângulos ímpares — geralmente muito de acima de ou abaixo — para chocar o espectador.

## O princípio
Ainda criança, sua família mudou-se para Kazan em 1902, e ele estudou na Escola de Arte de Kazan sob orientação Nikolai Feshin e Georgii Medvedev, e no Instituto Stroganov em Moscou. Fez seus primeiros desenhos abstratos em 1915, influenciado pelo Suprematismo de Kazimir Malevich. No ano seguinte participou da exibição de The Store, organizado por Vladimir Tatlin, que foi uma outra influência em seu desenvolvimento formal como artista.

## A sua linguagem e o Construtivismo
Rodchenko foi indicado Diretor do Departamento de Museus e do Fundo de Aquisições pelo Governo Bolchevique em 1920. Era responsável pela reorganização das escolas de arte e museus. Ensinou de 1920 a 1930 nos Estúdios Técnico-Artísticos Avançados.
Em 1921 tornou-se membro do Grupo Produtivista, que advogava a incorporação da arte na vida diária. Desistiu de pintar a fim concentrar-se na produção gráfica para cartazes, livros e filmes. Foi influenciado profundamente pelas ideias e pela prática do cineasta Dziga Vertov, com quem trabalhou intensamente em 1922.
Impressionado pelas fotomontagens dos Dadaístas alemães, Rodchenko começou suas próprias experiências no meio, primeiramente empregando imagens encontradas casualmente, em 1923, e em 1924 começou a produzir suas próprias fotografias. Sua primeira publicação em fotomontagem, em 1923, ilustrava o poema de Vladimir Mayakovsky About this.
De 1923 a 1928 Rodchenko colaborou com Mayakovsky de forma bastante próxima (de quem fez diversos retratos) no design e layout dos jornais LEF e de Novy LEF, as publicações de artistas do Construtivismo. Muitas de suas fotografias apareceram nestes jornais. Suas imagens eliminaram o detalhe desnecessário, enfatizaram a composição diagonal dinâmica, e foram concebidas com o posicionamento e o movimento dos objetos no espaço.
Durante os anos 20 Rodchenko trabalhou com abstração freqüentemente, a ponto de se tornar não-figurativo. Nos anos 30, com as mudanças que o Partido Governista implementou nas regras da prática artística, concentrou-se em fotografia de esportes e imagens das paradas e outros movimentos coreografados.
Rodchenko juntou-se ao Círculo de Outubro de artistas em 1928, mas foi expulso por três anos por ter se transformado em “formalista”. Voltou a pintar no final dos anos 30, parou de fotografar em 1942, e produziu trabalhos expressionistas abstratos nos anos 40. Continuou a organizar exposições de fotografia para o governo durante estes anos.

## Influência
Muitos trabalhos realizados por Rodchenko no início do século XX influenciaram a área do Design Gráfico atual.
Como exemplo, o retrato de Lilya Brik, de 1924, inspirou um número de trabalhos subseqüentes, incluindo a arte da capa de álbuns da música. Entre eles, a mais recente, capa do álbum de Franz Ferdinand, "You Could Have It So Much Better", de 2005. E antes, o poster o filme de Dziga Vertov "A sexta parte do mundo" foi a base para a capa do single "Take Me Out", também do Franz Ferdinand, de 2004. O vídeo desta música traz consigo ícones famosos do movimento Construtivista, como El Lissitzky, Vladimir Tatlin, bem como do próprio Rodchenko.